# Quốc kỳ Hà Lan
Quốc kỳ Hà Lan (tiếng Hà Lan: Vlag van Nederland) có ba vạt ngang, theo thứ tự: trên cùng là đỏ, ở giữa là trắng, và dưới cùng xanh lam. Lá cờ này xuất hiện vào năm 1572; tính theo niên đại thì nó là một trong những lá cờ ba màu có mặt sớm nhất, và cũng là cổ nhất còn sử dụng đến nay. Năm 1937 lá cờ này chính thức trở thành quốc kỳ của Vương quốc Hà Lan.

## Hình dạng và biểu tượng
Dạng cờ ba vạt ngang cam, trắng, lam này được nhà Orange-Nassau trương cao làm lá cờ nghĩa quân khi xung trận chống lại sự thống trị của thực dân Tây Ban Nha ở Bắc Âu. Sang thế kỷ 17, để dễ nhận dạng trong trận mạc cũng như trên biển cả, dải màu đỏ được dùng thay cho dải màu cam. Sự việc đó cũng là biểu hiện tinh thần phản kháng của giới quý tộc muốn hạn chế vương quyền của nhà Orange-Nassau. Năm 1937 triều đình hợp thức hóa màu đỏ, đến năm 1949 lại ra quy định đổi phần màu lam sậm trên quốc kỳ thành màu lam nhạt.
| Scheme      | Đỏ                 | Trắng         | Lam                |
| ----------- | ------------------ | ------------- | ------------------ |
| Chromatic   | X=17.2 Y=9.0 Z=2.6 | N/A           | X=7.8 Y=6.8 Z=26.7 |
| CMYK        | 0.84.77.32         | 0.0.0.0       | 76.50.0.46         |
| RGB         | (174,28,40)        | (255,255,255) | (33,70,139)        |
| Hexadecimal | #AE1C28            | #FFFFFF       | #21468B            |